# Camí de Can Llimona
El camí de Can Llimona, que comença al Porxo de Santa Oliva a Olesa de Montserrat, és una ruta de fàcil accés que condueix fins a la masia de Can Llimona, un dels masos més antics del municipi, mencionat des del segle xii. El camí ofereix un recorregut paisatgístic que permet gaudir de l'entorn natural i d’elements arquitectònics de la masia, com el portal adovellat i els enteixinats del segle xvii. Històricament, la masia va ser propietat de la família Llimona, coneguda per la producció d'oli des del segle xiv. Al llarg dels segles, va passar a mans d’altres famílies com els Duran o els Casas. Aquest recorregut, que travessa una zona rural pròxima al Parc Natural de la Muntanya de Montserrat, permet combinar una passejada relaxada amb la descoberta d'un indret ple d'història i tradició agrícola.